# 萨赫尼迪
萨赫尼迪（Sahnidih），是印度贾坎德邦丹巴德县的一个城镇。总人口5802（2001年）。

## 人口
该地2001年总人口5802人，其中男性3165人，女性2637人；0—6岁人口729人，其中男381人，女348人；识字率61.38%，其中男性为71.28%，女性为49.49%。